# Horst Weigang
Horst Weigang (30. září 1940, Langenbielau – 6. září 2024) byl východoněmecký fotbalový brankář, reprezentant Východního Německa (NDR). V roce 1965 byl vyhlášen východoněmeckým fotbalistou roku. Po skončení aktivní kariéry působil jako trenér. Jeho dcera Birte Weigang získala dvě stříbrné medaile na LOH 1988 v Soulu v plavání.

## Fotbalová kariéra
Ve východoněmecké oberlize hrál za 1. FC Lokomotive Leipzig a FC Rot-Weiß Erfurt, nastoupil ve 234 ligových utkáních. Ve Veletržním poháru nastoupil v 16 utkáních. Za reprezentaci Východního Německa (NDR) nastoupil v letech 1962-1968 ve 12 utkáních. Reprezentoval Německo na LOH 1964 v Tokiu, nastoupil v utkání proti Mexiku a získal s týmem bronzové medaile za 3. místo.

## Ligová bilance
| Ročník           | Zápasy | Góly | Klub                     |
| ---------------- | ------ | ---- | ------------------------ |
| I. liga 1959     | 13     | 0    | 1. FC Lokomotive Leipzig |
| I. liga 1960     | -      | 0    | 1. FC Lokomotive Leipzig |
| I. liga 1961/62  | 25     | 0    | Turbine Erfurt           |
| I. liga 1962/63  | 19     | 0    | SC Leipzig               |
| I. liga 1963/64  | 2      | 0    | SC Leipzig               |
| I. liga 1964/65  | 23     | 0    | SC Leipzig               |
| I. liga 1965/66  | 24     | 0    | 1. FC Lokomotive Leipzig |
| I. liga 1966/67  | 24     | 0    | 1. FC Lokomotive Leipzig |
| I. liga 1967/68  | 24     | 0    | FC Rot-Weiß Erfurt       |
| I. liga 1968/69  | 25     | 0    | FC Rot-Weiß Erfurt       |
| I. liga 1969/70  | 25     | 0    | FC Rot-Weiß Erfurt       |
| I. liga 1970/71  | 26     | 0    | FC Rot-Weiß Erfurt       |
| II. liga 1971/72 | 10     | 0    | FC Rot-Weiß Erfurt       |
| I. liga 1972/73  | 4      | 0    | FC Rot-Weiß Erfurt       |
| CELKEM I. liga   | 234    | 0    |                          |